# James Clifton Wilson

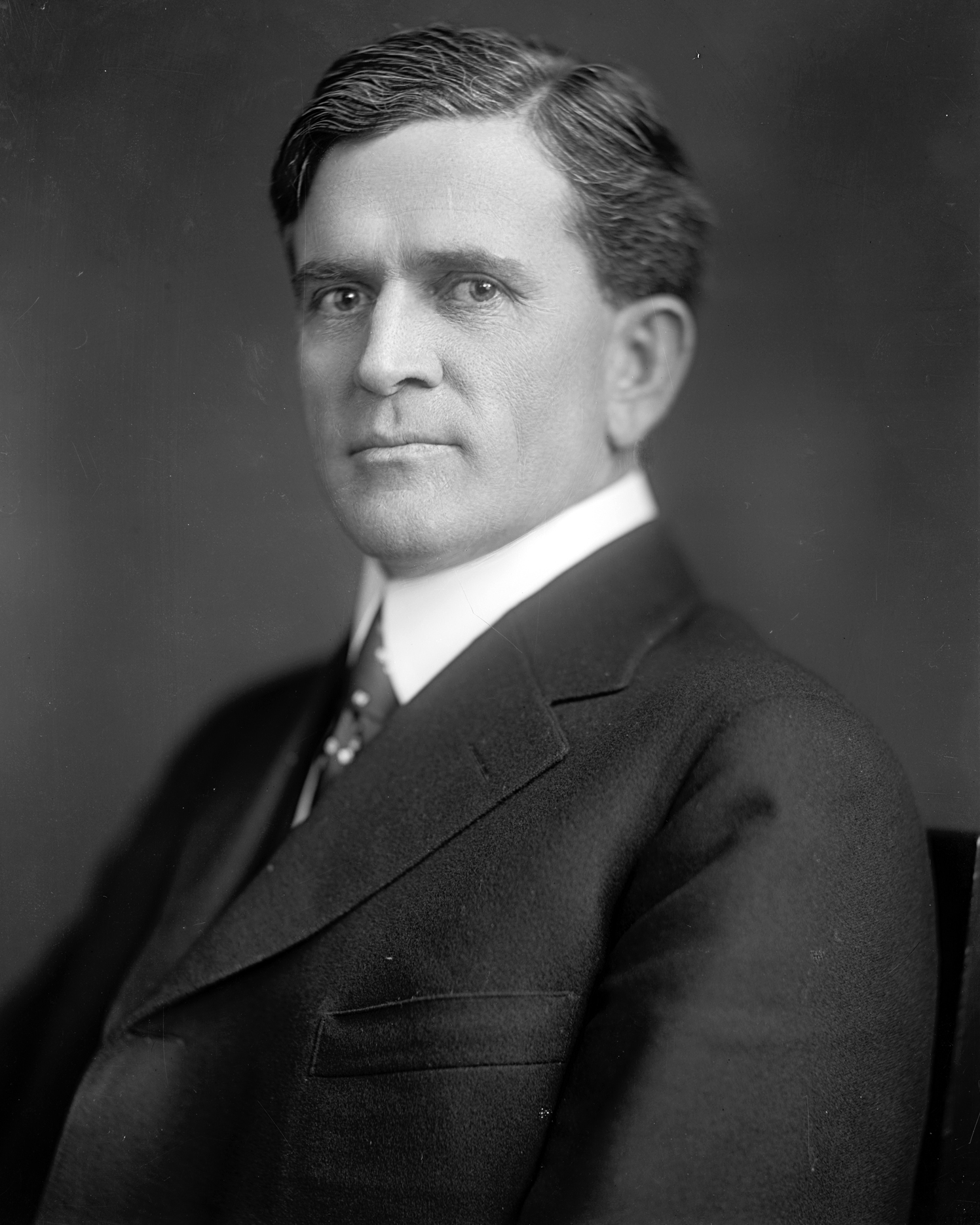
James Clifton Wilson

James Clifton Wilson (* 21. Juni 1874 in Palo Pinto, Palo Pinto County, Texas; † 3. August 1951 in Fort Worth, Texas) war ein US-amerikanischer Jurist und Politiker. Zwischen 1917 und 1919 vertrat er den Bundesstaat Texas im US-Repräsentantenhaus; später wurde er Bundesrichter.

## Werdegang
James Wilson besuchte die öffentlichen Schulen seiner Heimat sowie das Weatherford College. Nach einem anschließenden Jurastudium an der University of Texas in Austin und seiner 1896 erfolgten Zulassung als Rechtsanwalt begann er in Weatherford in diesem Beruf zu arbeiten. Von 1898 bis 1900 war er stellvertretender Staatsanwalt im Parker County. Zwischen 1902 und 1908 war er dort Bezirksstaatsanwalt. Gleichzeitig schlug er als Mitglied der Demokratischen Partei eine politische Laufbahn ein. Zwischen 1908 und 1912 war er Bezirksvorsitzender seiner Partei. Im Jahr 1912 zog Wilson nach Fort Worth, wo er bis 1913 als Bezirksstaatsanwalt im Tarrant County fungierte. Zwischen 1913 und 1917 war er Bundesstaatsanwalt für den nördlichen Teil des Staates Texas.
Bei den Kongresswahlen des Jahres 1916 wurde Wilson im zwölften Wahlbezirk von Texas in das US-Repräsentantenhaus in Washington, D.C. gewählt, wo er am 4. März 1917 die Nachfolge von Oscar Callaway antrat. Er wurde im Jahr 1918 wiedergewählt, trat aber seine zweite Amtszeit im Kongress nicht mehr an. Seine Zeit im Kongress war von den Ereignissen des Ersten Weltkrieges geprägt. Nach dem Ende seiner Zeit im US-Repräsentantenhaus wurde Wilson von Präsident Woodrow Wilson zum Richter am Bundesbezirksgericht für den nördlichen Teil von Texas ernannt. Dieses Amt übte er zwischen 1919 und 1947 aus. Danach zog er sich in den Ruhestand zurück. Er starb am 3. August 1951 in Fort Worth, wo er auch beigesetzt wurde.